# Birkelunden

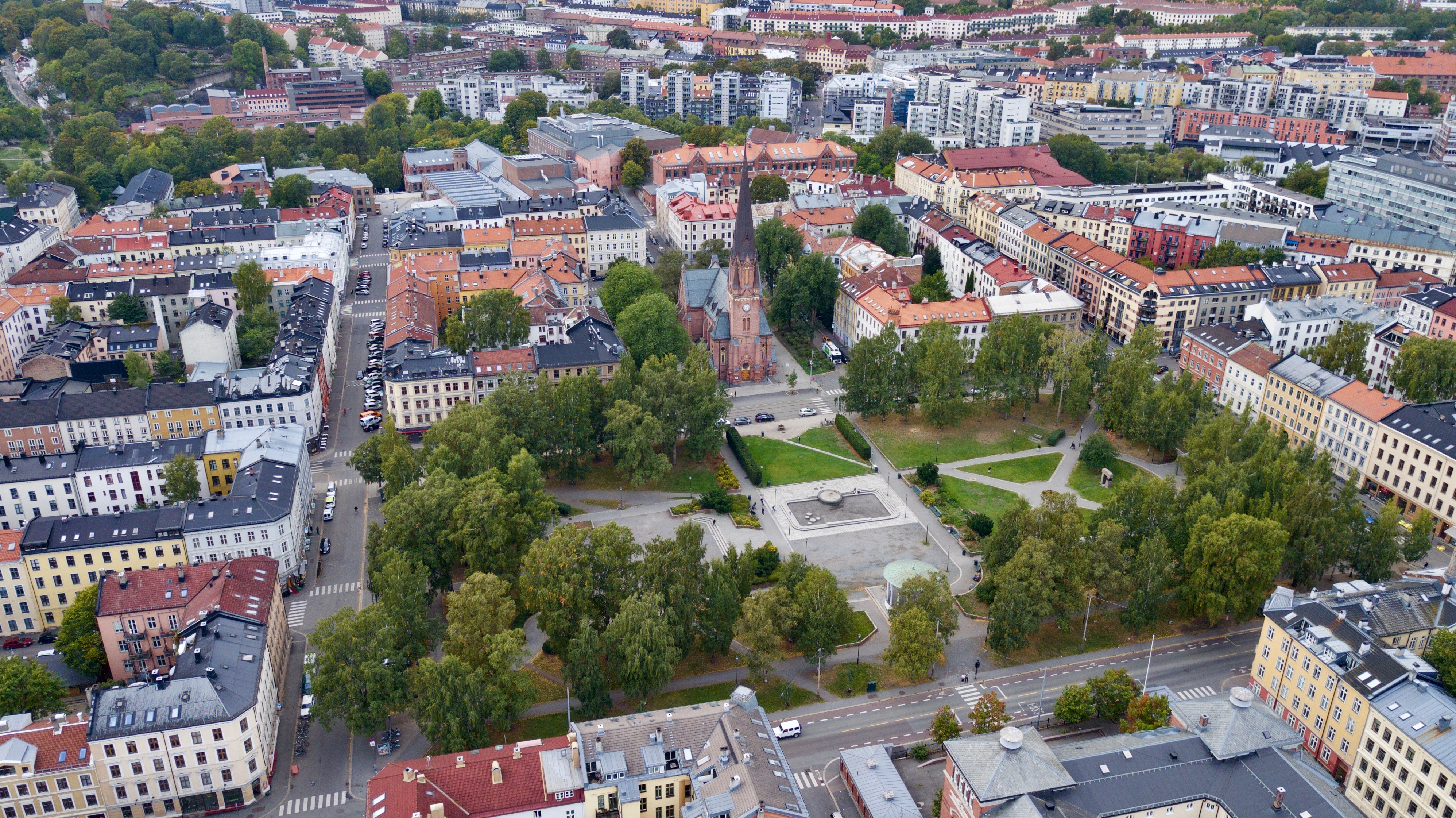
Birkelunden von Osten aus gesehen, 2018

Birkelunden (deutsch Der Birkenhain) ist eine Parkanlage in der norwegischen Hauptstadt Oslo. Der Park liegt im Stadtteil Grünerløkka.

## Lage
Die rechteckige Parkanlage Birkelunden befindet sich im Stadtteil Grünerløkka, östlich des Flusses Akerselva. Sie hat eine Fläche von 16.300 m². Im Osten des Parks verläuft die Straße Toftes gate, im Süden die Seilduksgata, im Westen die Thorvald Meyers gate und im Norden die Schleppegrells gate. An den Westen des Parks grenzt die Pauluskirche (Paulus kirke), im Osten liegt die Schule Grünerløkka skole. Im Umfeld des Birkelunden befinden sich ansonsten Häuser in einer Karree-Anordnung.
Durch den Norden des Parks führt eine Straßenbahnlinie und an den Park anliegend befindet sich der Halteplatz Birkelunden holdeplass.

## Geschichte
Der Park wurde in den 1860er-Jahren von Thorvald Meyer angelegt und 1882 kostenlos an die Kommune Oslo abgegeben. Von 1916 bis 1920 wurde der Park so umgebaut, dass er als Spielplatz für Kinder dienen sollte. Nachdem die Anlage länger nicht erneuert worden war, wurde sie von 1984 bis 1986 überarbeitet. Dabei wurde unter anderem die Bepflanzung geändert. Heute wird der Park häufig für Konzerte, Festivals und Märkte verwendet.
Die Anlage trug zunächst den heutigen Namen „Birkelunden“, im Jahr 1926 wurde der Name an die Rechtschreibreform von 1917 angepasst und der Park erhielt den Namen „Bjerkelunden“. Seit 1955 wird erneut der ursprüngliche Name verwendet. Die von Süden auf den Park stoßende Straße Bjerkelundgata wurde in diesem Zuge jedoch nicht umbenannt.
Die um den Park angeordneten Gebäude sind größtenteils drei- bis vierstöckige Wohnhäuser, die in den 1870er- und 1880er-Jahren für die Arbeiterklasse erbaut worden sind. Die Häuser sind größtenteils modernisiert und stellen ein beliebtes Wohngebiet dar. Der Park und die anliegenden Häuserblocks wurden 2006 als Birkelunden kulturmiljø (deutsch Kulturmilieu Birkelunden) unter Denkmalschutz gestellt. Es war das erste Mal in Norwegen, dass ein Gebiet in dieser Weise unter Schutz gestellt wurde. Insgesamt hat das Gebiet eine Fläche von 11,6 ha.

## Brunnen und Denkmäler

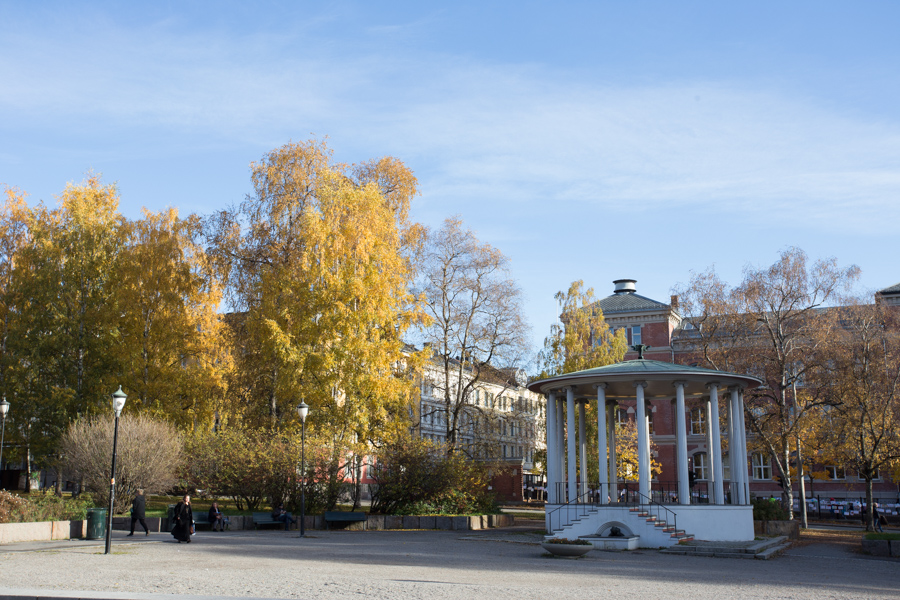
Pavillon im Park

Im Zentrum des Parks befindet sich ein Platz, auf dem im Jahr 1926 ein neuer Musikpavillon gebaut wurde. Er ersetzte einen anderen Pavillon im Park, der in Nesodden neu aufgebaut wurde. Von 1927 bis 1928 wurde in der Nähe eine Brunnenanlage errichtet. Im Jahr 1953 wurde die Skulptur Føll i bronse errichtet, 1984 eine Büste. Für die Norweger, die als Teil der Internationalen Brigaden im Spanischen Bürgerkrieg beteiligt waren, wurde 1989 ein Monument errichtet. Als Bildhauer war dafür Nils Aas im Einsatz.